# Tom Magee
Tom Magee (ur. 1 lipca 1958, Winnipeg) – kanadyjski karateka, pięściarz, trójboista siłowy, zawodnik wrestlingu, strongman, aktor i kulturysta.
Wicemistrz Świata Strongman 1982.

## Życiorys
Tom Magee jest tym kanadyjskim siłaczem, który zdobył najwyższą lokatę dla Kanady (2. miejsce) w Mistrzostwach Świata Strongman, w całej historii tych zawodów.
Wymiary:
- wzrost: 194 cm
- waga: 125 kg
- biceps: 51 cm
- klatka piersiowa: 122 cm

Rekordy życiowe:
- przysiad: 391 kg
- wyciskanie: 261 kg
- martwy ciąg: 373 kg

## Osiągnięcia strongman
- 1982
  - 2. miejsce − Mistrzostwa Świata Strongman 1982
- 1983
  - 4. miejsce − Mistrzostwa Świata Strongman 1983
- 1985
  - 5. miejsce − Mistrzostwa Świata Strongman 1985